# Trix Express

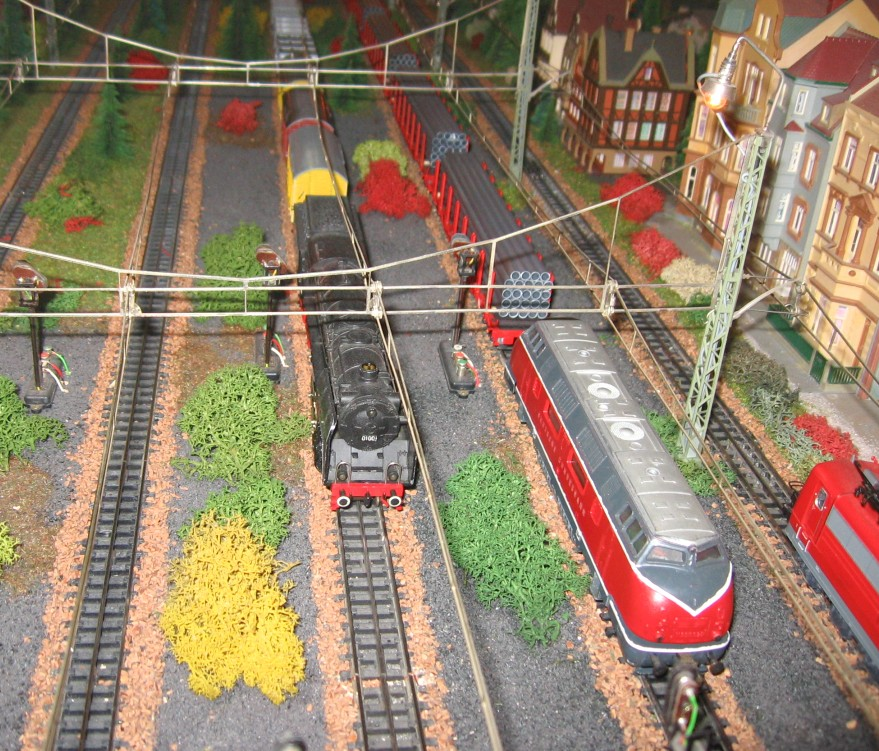
Moderne Trix-modelbaan (3-rail-systeem met gelijkstroom. Links een stoomloc Baureihe 01 en rechts een dieselloc Baureihe V200.

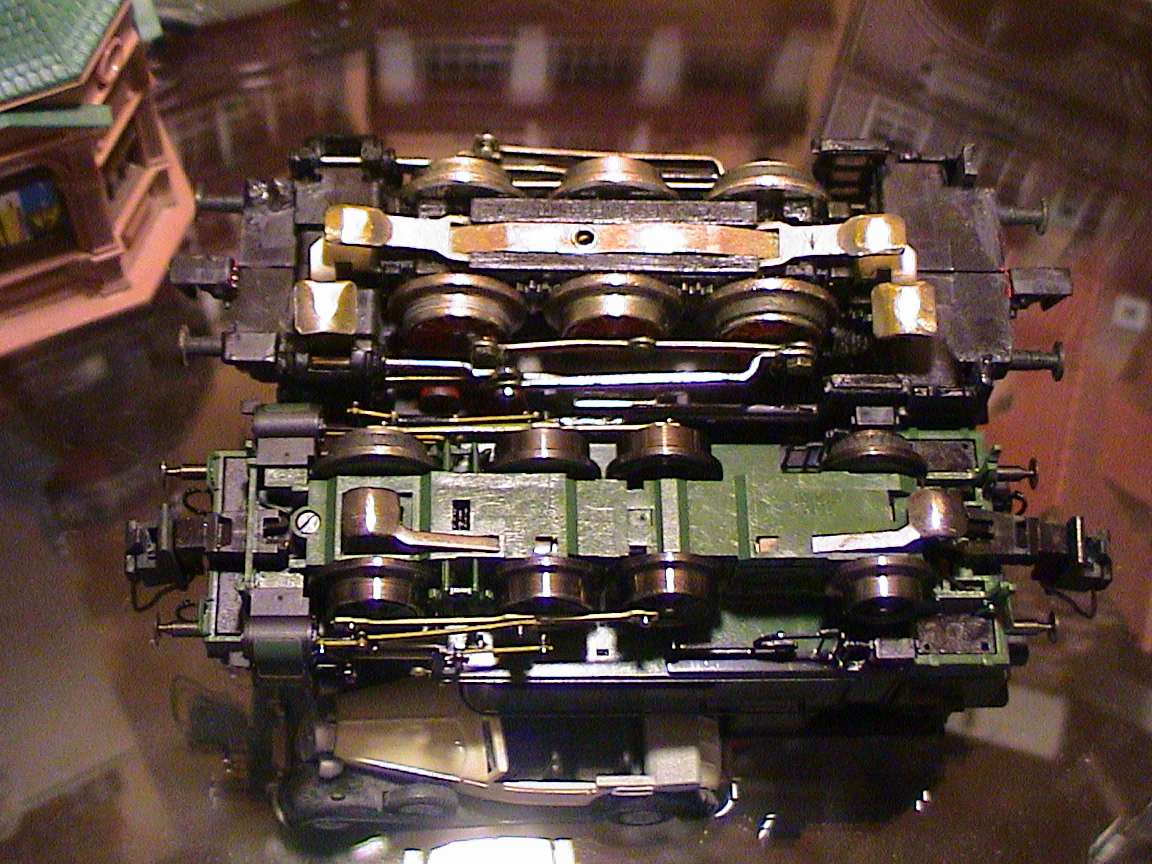
Stroomafname via een sleepcontact bij oudere locs (boven, zowel via de buitenrails als via de middenleiding) en nieuwere locs (onder, alleen via de middenleiding).

Trix Express is een modeltreinenmerk dat werd geproduceerd door de Duitse firma Trix.
Het oorspronkelijke systeem werd in 1935 voor het eerst op de beurs in Leipzig getoond. Eerst werd wisselstroom toegepast en sedert 1953 gelijkstroom. Voor het overige veranderde er weinig zodat het oude materieel op het nieuwe systeem kon worden gebruikt.
De modellen werden gebouwd op schaal H0 (half nul), 1:90 en later 1:87. De (gelijk-)stroomvoorziening voor de locomotieven geschiedde via een 3-rail-systeem, waarbij de locomotief met sleepcontacten stroom afnam van een van de rails en retourneerde via de middengeleider. Op die wijze kon zonder elektronica een tweetreinensysteem worden gerealiseerd en met bovenleiding was zelfs een drietreinensysteem mogelijk.
Tegenwoordig produceert Märklin onder de naam Trix bijna uitsluitend treinen voor het tweerailsysteem, in navolging van Trix International en HAMO (ooit het gelijkstroommerk van Märklin), dat is gebaseerd op het internationaal gestandaardiseerde NEM tweerailsysteem. De huidige Trix-rails (en dus ook de geometrie) van het nieuwe railsysteem zijn gelijk aan die van het Märklin C-rails-systeem, de beide spoorstaven zijn echter van elkaar geïsoleerd en de puntcontacten ontbreken.
Voor bovenleiding kan het Märklin-systeem worden toegepast waardoor zonder elektronica een twee-treinensysteem kan worden gerealiseerd. Werkelijkheidsgetrouwer zijn echter de bovenleidingsystemen van Viessman en Sommerfeldt.
De oude Trix Express-locomotieven, -wagens, -rails en -toebehoren worden niet meer geproduceerd en zijn slechts tweedehands verkrijgbaar. Trix is op 1 januari 1997 overgenomen door Märklin en achtte het Trix-drierailsysteem verouderd. Niettemin verschijnen, vaak door toedoen van Trix Express-liefhebbers, sporadisch modellen die op bestaande Märklin-modellen zijn gebaseerd. Trix-Express was niet uitwisselbaar naar andere gelijkstroommerken wegens het verschil in koppeling en de wielen met brede wielband en brede flenzen.
Tegenwoordig fabriceert Märklin ook af en toe weer Trix-Express modellen voor het 3-rail-systeem die in de Trix catalogus te vinden zijn.